# شهرزاد ۶۴۳

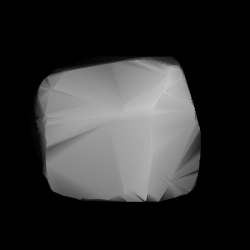
مدل سه‌بُعدی سیارک شهرزاد ۶۴۳ طبق منحنی نور آن

سیارک ۶۴۳ (به انگلیسی: 643 Scheherezade، نامگذاری:1907ZZ) ششصد و چهل و سومین سیارک کشف شده‌است که در ۸ سپتامبر ۱۹۰۷ و در هایدلبرگ کشف شد.
قدر مطلق سیارک برابر ۹٫۷۲ است.